# Magyarországi Üzleti Tanács a Fenntartható Fejlődésért
A Magyarországi Üzleti Tanács a Fenntartható Fejlődésért Közhasznú Egyesület (Business Council for Sustainable Development in Hungary, BCSDH), az Üzleti Világtanács a Fenntartható Fejlődésért (World Business Council for Sustainable Development, WBCSD) hazai szervezetként aktívan kíván hozzájárulni egy fenntartható világ felé történő átmenet felgyorsításához, a magyarországi fenntartható üzleti tevékenység sikerességének növelésén keresztül.

## A Magyarországi Üzleti Tanács
A Magyarországi Üzleti Tanács nemzeti partnere az 1992-ben alapított, svájci központú Üzleti Világtanácsnak (WBCSD). A WBCSD ma már 200 nagyvállalat első számú vezetőjének szövetsége és közel 70 országban van jelen nemzeti partnerszervezetein keresztül. A Magyarországi Üzleti Tanács a Fenntartható Fejlődésért (továbbiakban: Üzleti Tanács vagy BCSDH) 2007-ben alakult, tagjai 74 vállalat és 2 magánszemély.
Az Üzleti Tanács egy olyan előremutató gondolkodású vállalatok vezérigazgatói által irányított szervezet, mely mozgósítja a magyarországi üzleti világot a fenntartható jövő  kialakításáért és tagjai által ülteti a gyakorlatba elismert, iránymutató szerepét és hatékony állásfoglaló tevékenységét, építő üzleti megoldások és közös cselekvések ösztönzésén keresztül.

## Küldetés és célok

### Küldetés
Az Üzleti Tanács aktívan kívánja előmozdítani tagvállalatai körében a fenntartható fejlődés három alappillérének: a gazdasági eredményesség, az ökológia egyensúly és a társadalmi életminőség elveinek a gazdasági gyakorlatba való átültetését és alkalmazását. Annak érdekében, hogy minél szélesebb körben és mélyebben megismertesse a vállalati szférát a fenntartható fejlődés fogalmával és ezáltal hosszútávú és felelős vállalati döntéshozatalra ösztönözze a tagvállalatok vezetőit; a BCSDH szakmai ajánlást dolgozott ki üzleti vezetők és fenntarthatósággal foglalkozó szakemberek részvételével.

#### Vállalati fenntarthatóság komplex értelmezése
A „Vállalati fenntarthatóság komplex értelmezése” című vezetői ajánlás, a BCSDH működésének alapdokumentuma, melyhez több mint 100 vállalat és számos civil szervezet aláírásával csatlakozott.
A vezetői ajánlás hét fő területre terjed ki:
1. Stratégiai megközelítés
2. Felelős vállalatirányítás
3. Etikus működés
4. Alapértékek tisztelete
5. Környezeti felelősségvállalás
6. Partnerség az érintett és érdekelt felekkel
7. Átlátható működés

Minden évben a hét fenti téma egyikét vizsgáló részletes szakmai felmérése készül az aláírók körében.
Az éves szakmai felmérések 2013 óta jelennek meg és minden érdeklődő számára elérhetőek a BCSDH hivatalos weboldalán Archiválva 2016. július 29-i dátummal a Wayback Machine-ben.

### Célok
Az Üzleti Tanács nem csak a Vezetői ajánlásai révén kívánja bevonni tagvállalatait egy fenntartható jövő kialakításában, hanem célként határozta meg, hogy egy olyan hiteles és mértékadó üzleti fórumként szolgál, mely elősegíti:
- az üzleti, társadalmi és kormányzati szervezetek közötti párbeszédet és dialógust annak érdekében, hogy a jogszabályok, gazdasági ösztönzők és a szakpolitikák elismerjék és támogassák a fenntartható fejlődésnek megfelelően működő vállalatokat;
- az üzleti fenntarthatóság terén elért tagvállalati eredmények, legjobb gyakorlatok és tapasztalatok megosztását, valamint a tagvállalatok által megtett önkéntes környezeti vagy társadalmi jellegű projektek, intézkedések, sikertörténetek megismertetését, kommunikációját a döntéshozók, valamint a szakmai, illetve a szélesebb közvélemény részére;
- a tagvállalatok aktív és konstruktív részvételét a Kormánnyal, a civil szervezetekkel, tudományos intézményekkel, valamint más üzleti, szakmai és érdekvédelmi szervezetekkel a fenntartható fejlődés hazai kérdéseiről folytatott párbeszédben és együttműködésben;
- a fenntartható fejlődés vállalati eredményeinek és lehetőségeinek bemutatását és tudatosítását a hazai gazdaság más szereplőinek, valamint a közgazdasági és üzleti oktatásban részt vevő hallgatóknak, tanulóknak előadások formájában;
- a nem tagok számára is nyitott rendezvények kezdeményezését és megszervezését, melyen hazai és külföldi vállalati gyakorlati tapasztalatok bemutatásán keresztül a szélesebb szakmai közvélemény is megismerheti a fenntartható fejlődés vállalati alkalmazását és lehetőségeit;
- tagvállalatait a WBCSD és annak Regionális Hálózata által nyújtotta lehetőségeket maximális kihasználásához.[10]

## Tagság
Az Üzleti Tanácshoz minden olyan Magyarország területén bejegyzett és itt üzleti tevékenységet folytató gazdasági társaság kérheti csatlakozását, amely elkötelezett a fenntarthatóság elveinek megfelelő üzleti működése mellett.
A jelenlegi tagok listáját megtekintheti az alábbi honlapon: http://bcsdh.hu/tagsag/tagok/ Archiválva 2016. szeptember 13-i dátummal a Wayback Machine-ben

## Szervezet
Az Üzleti Tanács szerkezeti felépítése, három fő egységből áll, mely magába foglalja az elnökséget, felügyelő bizottságot és a munkatársakat, akik a BCSDH napi ügyeit kezelik.
Elnökség:
Elnök: Ifj. Chikán Attila - vezérigazgató, ALTEO Group
Elnökségi tagok:
- Dr. Fábián Ágnes - ügyvezető igazgató, Henkel Magyarország Kft. Adhesives Technologies üzletág igazgató
- Gazsi Zoltán - ügyvezető igazgató, eisberg Hungary Kft.
- Jamniczky Zsolt - igazgatósági tag, E.ON Hungária Zrt.
- Dr. Thomas Narbeshuber - ügyvezető igazgató, BASF Hungária Kft; alelnök, BASF-csoport

Tiszteletbeli elnök: Salgó István - vezérigazgató, ING Bank N.V. Magyarországi Fióktelepe
Felügyelő bizottság:
Elnök: Pallaghy Orsolya - gazdasági igazgató, DRV Zrt., magánszemély tag
Felügyelő bizottsági tag: 
- Dr. Fazekas Orsolya - jogi tanácsadó, Havranek Családi Farm
- Lakatos Sándor - ügyvezető, Inest Nonprofit Kft.

Munkatársak:
Igazgató: Márta Irén
Szakmai vezető: Galambosné Dudás Zsófia
Kommunikációs menedzser: Chikán-Kovács Eszter
Képzésvezető: Szederkényi Zita
Irodavezető: Takács Ivett